# Pico Pikes
El pico Pikes (en inglés Pikes Peak, también conocido como El Capitán, Grand Peak, James Peak o Long Mountain) es un pico en la cordillera Front, en el centro del estado de Colorado y en la parte oriental de las Montañas Rocosas (Estados Unidos). Perteneciente al condado de El Paso, constituye uno de los picos de una altitud de más de 14 000 pies del estado. Según el Servicio de Información de Nombres Geográficos de los Estados Unidos su cima tiene una altura de 4303 m (14 117 pies). Fue escalado por primera vez en el año 1820.
El Pikes se encuentra dentro del Pike National Forest, un parque del Servicio Forestal de los Estados Unidos, de 4478 km² de extensión.
El Barr Trail es un sendero de 21 km de longitud que finaliza en el Pikes. Se utiliza para la maratón de Pikes, que se recorre desde la base hasta el pico y de vuelta a la base.

## Pikes Peak International Hill Climb
El pico es internacionalmente conocido por la carrera automovilística de montaña que alberga cada mes de julio, la Pikes Peak International Hill Climb. Volkswagen hizo historia con el VW I.D.R. Pikes Peak en Pikes Peak International Hill Climb el 24 de junio de 2018. Romain Dumas (F) derrotó a la competencia y mejoró no solo el récord anterior de vehículos eléctricos, sino también el récord histórico establecido por Sébastien Loeb (F) en 2013, en no menos de 16 segundos. El nuevo récord de 7m 57.148s de Dumas encabeza ahora la lista de ganadores del Pikes Peak, entre los que se encuentran leyendas como Loeb, Walter Röhrl (D), Michèle Mouton (F), Stig Blomqvist (S), Nobuhiro Tajima (J) y Rod Millen y su hijo Rhys (ambos de Nueva Zelanda).